# الضريبة الحضرية في المغرب
الضريبة الحضرية في المغرب هي ضريبة مغربية تم إصدارها بموجب القانون رقم 37.89 المنشور في الجريدة الرسمية رقم 4027 المؤرخ 3 يناير 1990.
تطبق الضريبة الحضرية سنويا على
- العقارات المبنية والمباني على اختلاف أنواعها التي يتخذ مالكوها من جميعها أو بعضها سكنا رئيسيا أو ثانويا لهم أو يضعونها كلها أو بعضها مجانا تحت تصرف أزواجهم أو أصولهم أو فروعهم ليجعلوا منها سكنا لهم، ويدخل في ذلك الأراضي المقامة عليها العقارات والمباني الأنفة الذكر والأراضي المتصلة بها كالساحات والممرات والحدائق إذا كانت تابعة لها مباشرة ؛
- العقارات المبنية التي يخصصها مالكها لمزاولة نشاط مهني أو القيام فيها بأي شكل من أشكال الاستغلال، وتدخل في ذلك المحال الموضوعة مجانا تحت تصرف المستخدمين. وإذا تعلق الأمر بمؤسسة لإنتاج سلع أو تقديم خدمات استحقت الضريبة الحضرية على المكينات والآلات التي تعد جزءا لا يتجزأ منها
- الأراضي المخصصة للاستغلال مهما كان نوعه.

## معدل الضريبة
يتم تطبيق الضريبة الحضرية في المغرب ضمن محيط البلديات الحضرية والمناطق المحيطة بها، والمراكز المحددة والمنتجعات الصيفية والشتوية والحرارية. 
- 3٪ للأراضي ؛
- 4٪ للمباني والتجهيزات والمعدات والأدوات (المعدات الميكانيكية والتقنية وأجهزة الكمبيوتر أيضا).